# فانا موكونيا
فانا موكونيا (بالإنجليزية: Fana Mokoena)‏ هو ممثل جنوب أفريقي، ولد في 13 مايو 1971 في جنوب أفريقيا.

## أعمال

### أفلام
- (2004) فندق رواندا[5][6][7]
- (2013) حرب الزومبي العالمية[8]

## وصلات خارجية
- فانا موكونيا على موقع IMDb (الإنجليزية)
- فانا موكونيا على موقع ألو سيني (الفرنسية)
- فانا موكونيا على موقع أول موفي (الإنجليزية)
- فانا موكونيا على موقع قاعدة بيانات الأفلام السويدية (السويدية)
- فانا موكونيا على موقع قاعدة بيانات الفيلم (الإنجليزية)
- فانا موكونيا على موقع كينوبويسك (الروسية)